# Paul Gérardy

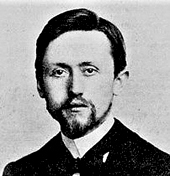
Paul Gérardy

Paul Gérardy (* 15. Februar 1870 in Maldingen; † 1. Juni 1933 in Brüssel) war ein preußisch-deutscher, später belgischer Schriftsteller, Dichter und Verleger.

## Leben und Wirken
Gérardy wuchs als Sohn von Johann Nicolas Gérardy und dessen Ehefrau Anna Maria Deraideux in Maldingen, einem heute zur Gemeinde Burg Reuland gehörenden Dorf auf, das zu seiner Zeit noch zu Preußen gehörte und seit 1918 Teil von Ostbelgien ist. Durch die Grenznähe zur Französisch sprechenden Wallonie beherrschte er beide „Heimatsprachen“ ebenso wie das Eifeler Platt.
Bereits mit 12 Jahren wurde Gérardy Vollwaise und zog daraufhin zu einem Bruder seines Vaters, der in Lüttich einen Weingroßhandel betrieb. Nach dem Besuch der Jesuitenschule Collège St. Servais in Lüttich und eines Internats in St. Truiden begann Gérardy 1890 mit einem Studium der Literatur und Philosophie an der Universität Lüttich, das er jedoch ohne Abschluss nach zwei Jahren vorzeitig beendete.
Stattdessen pflegte er Freundschaften zu wallonischen Künstlern und begann mit seinem schriftstellerischen Wirken. Im Jahr 1892 legte Gérardy sein Erstlingswerk „Les chansons naïves“ dem Lyriker Stefan George zur Begutachtung vor und trat zugleich dem sich neu bildenden George-Kreis bei, der aus einer lockeren Gruppe von Intellektuellen bestand. Daraus wurde später um die Jahrhundertwende ein fester Anhängerkreis um George und die Mitglieder trugen durch ihre Beiträge in die von ihm 1892 erstmals herausgegebenen Blätter für die Kunst zum anfänglichen Erfolg dieser Zeitschrift bei, die mit gelegentlichen Unterbrechungen bis 1919 das literarisch-intellektuelle Sprachrohr des Kreises gewesen war. Zwischenzeitlich hatte Gérardy 1892 die monatlich erscheinende Literatur- und Kunstzeitschrift „Floréal“ gegründet, in der er einen Teil seiner frühen Dichtungen veröffentlichte und die im Jahr 1894 mit „Le Réveil“ fusionierte.
Im Jahr 1896 zog Gérardy, der zwei Jahre zuvor Louise Delvoie geheiratet hatte und mit ihr den 1895 geborenen Sohn Paul-Marie Gérardy (1895–1974) bekommen hatte, nach Brüssel, wo noch im gleichen Jahr der zweite Sohn Wilfrid Gérardy (1896–1917) geboren wurde. Dort übernahm er 1899 die Leitung der Wirtschaftszeitschrift „La Gazette coloniale“, wofür ausschließlich finanzielle Gründe sprachen, da der Erlös seiner Schriften für seine weiter wachsende Familie alleine nicht ausreichte. In Brüssel waren dem Ehepaar noch die Töchter Louise (1898–1976) und Geneviève (1900–1965) geboren worden.
Gérardy, der verschiedene Schriften auch unter dem Pseudonym „Tristan Maldange“ veröffentlichte und oftmals als kritischer Zeitzeuge mit seinen Ansichten in der Gesellschaft aneckte, emigrierte zu Beginn des Ersten Weltkriegs mit seiner Familie nach England. Nach dem Ende des Kriegs kehrte er nach Brüssel zurück, konnte aber nicht mehr an seine schriftstellerischen Erfolge anknüpfen und seine wirtschaftliche Lage blieb weiterhin prekär. Gérardy war fortan vorwiegend als Wirtschaftspublizist tätig und gründete in den zwanziger Jahren mehrere Wirtschafts- und Börsenzeitschriften.
Am 1. Juni 1933 starb Gérardy in Brüssel und seine jüdische Schwiegertochter Alice Gérardy-Reich sowie der Literaturwissenschaftler Jörg-Ulrich Fechner sorgten sich um den Erhalt und die Erschließung von Paul Gérardys geistigem Erbe. In Gedenken an Gérardy wurde im Obergeschoss des Kulturhauses in Burg-Reuland das „Paul-Gerardy-Museum“ eingerichtet, das 1986 im Beisein der damaligen Prinzessin Paola eröffnet worden war. Darüber hinaus wurde in Burg-Reuland eine Schule nach ihm benannt und eine zweisprachige Gedenkplatte, am Eingang zur Schule in seinem Geburtsort Maldingen, dem Gérardy zeitlebens verbunden war, befestigt, die ursprünglich an seinem Geburtshaus angebracht worden war.

## Rezension

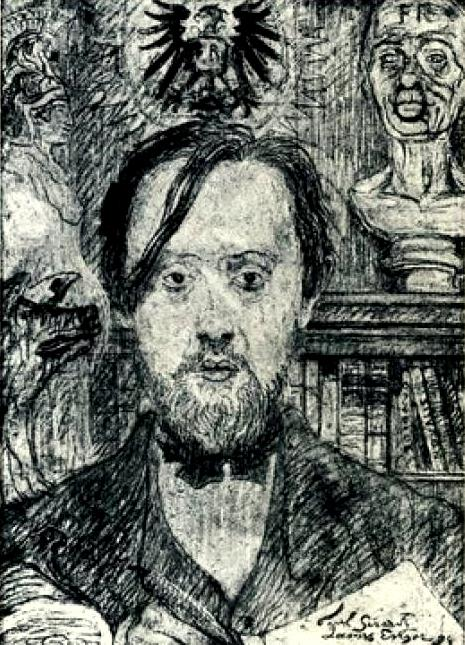
Paul Gérardy, 1904, Gemälde von James Ensor

Gérardy war ein bedeutender Mittler seiner Zeit zwischen dem französischen und deutschen Kulturraum und verweigerte sich dem zunehmend nationalistischen Überschwang. Es ist überliefert, dass er zur Frage nach seiner Nationalität feststellte: „Ich komme aus meinem Dorf, das genügt mir“. Seine Verbundenheit zur Heimat zeigte sich in seinem zeitweise benutzten Pseudonym „Tristan Maldange“ – der „Tristan von Maldingen“. Künstlerisch galt Gérardy mit seiner nonkonformistischen Geisteshaltung als Linksintellektueller, der mit seinen Schmäh- und Streitschriften viel Aufmerksamkeit erregen wollte.
In seinem Erstlingswerk „Les chansons naïves“, das mit Illustrationen von Auguste Donnay ausgestattet war, passte er sich noch den folkloristischen und anarchischen Tendenzen der Lütticher Symbolisten an und wurde dafür im George-Kreis vielfach geschätzt. Stefan George selbst stellte Gérardy anfangs mit Hugo von Hofmannsthal gleich, der mit Gérardy befreundet war. Da Gérardy aber nicht nur Lyriker und Kunstfreund war, sondern auch zunehmend ein kühler Analytiker des politischen Zeitgeschehens wurde, wurde er von anderen Zeitgenossen kritischer gesehen. Dazu vermerkte beispielsweise der Schriftsteller Oskar A. H. Schmitz in seinem Tagebuch: „Er beobachtet einzelnes Treffliche, hat gute Einfälle, aber welche Kälte!“
Seinen Hang zur politischen Satire lebte Gérardy vor allem in seiner 1903 in Paris erschienenen anonymen Schrift „Carnets du roi“ aus, in der er den belgischen König Leopold II.  und dessen Kolonialpolitik scharf attackierte. Die rund 300 Seiten starke satirische Publikation löste in Belgien einen Skandal aus und wurde daraufhin in Belgien verboten. Erst 1908 bekannte sich Gérardy öffentlich zur Autorenschaft.
Eine ähnlich satirisch formulierte kritische Schrift gegen den deutschen Kaiser Wilhelm II. erschien 1904 unter dem Titel „Le Grand Roi Patacake“, in der er diesen als „den großen König Patacake“ als „den Einzigen, Unermüdlichen, Allwissenden, den Überallzugleichseienden und Mirabiliskribifax“ bezeichnete und ihm unterstellte „viele Gebärden für wenig Handlungen, viel Lärm um nichts, viele Worte für wenig Gedanken“ zu machen.
Mehrere seiner Schriften wurden in späteren Jahren unter anderem von Mario Zanucchi immer wieder neu aufgelegt und in verschiedene Sprachen übersetzt sowie auf verschiedenen Ausstellungen der Öffentlichkeit präsentiert.

## Schriften (Auswahl)
- Les chansons naïves, Gnusé, Liège 1892
- Pages de joie, Floréal, Lüttich 1893
- Les petits essais d'énthousiasme, Floréal, Lüttich 1895
- A la gloire de Bœcklin, Gnusé, Lüttich 1896
- Roseaux, Paris, Mercure de France, 1898
- Les Carnets du Roi, L. Genonceaux, Paris 1903
- Le Chinois tel qu’on le part, L. Genonceaux, Paris 1903
- Le grand roi Patackake, L. Genonceaux,  Paris 1904
- Quatorze extraits du bestiaire d'Hortensius, Collection Pamphila, Brüssel 1920